# De brølende 1920'ere
De brølende 1920'ere eller de glade 1920'ere refererer til 1920'erne i USA og Europa, karakteriserer tiårets distinkte kulturelle form i New York, Montreal, Chicago, Paris, Berlin, London, Los Angeles - og mange andre større byer som her havde en udbytterig økonomi. Franskmændene kaldte 1920'erne "années folles" ("de gale/skøre år"), som fremhæver æraens sociale, artistiske og kulturelle dynamik.
Efter 1. verdenskrig blomstrede jazz-musikken, frisindet, (engelsk:) flappere redefinerede den dengang moderne kvinde og Art Deco toppede. Økonomisk sås storskala brug af automobiler, telefoner, tonefilm, elektricitet, industriel vækst uden fortilfælde, accelereret forbruger efterspørgsel og forhåbninger, plus betydelige ændringer i livsstil og kultur.
Medierne fokuserede på berømtheder, specielt sportshelte og filmstjerner. I nogle større lande bl.a. USA, Irland, Sverige og Burma - vandt kvinder retten til at stemme.
Med Wall Street-krakket i 1929, sluttede de brølende 1920'ere og afløstes af Depressionen, hvilket resulterede i dysterhed og trængsler.